# Карелл, Нэнси
Нэ́нси Э́ллен Уо́ллс Каре́лл (англ. Nancy Ellen Walls Carell; род. 19 июля 1966, Кохассет, Массачусетс, США) — американская актриса, комедиантка и писательница, наиболее известная по ролям в сериале Офис и участию в передачах Субботним вечером в прямом эфире и The Daily Show. Жена актёра Стива Карелла.

## Биография

### Ранние годы
Нэнси Карелл (урождённая Нэнси Эллен Уоллс) родилась 19 июля 1966 года в Кохассете, штат Массачусетс. Нэнси училась в Бостонском колледже.

### Личная жизнь
С 1995 года замужем за актёром и комиком Стивом Кареллом, с которым она познакомилась, когда Стив преподавал уроки импровизации в коллективе The Second City. У пары двое детей — дочь Элизабет Энн Карелл (25.05.2001) и сын Джон Карелл (июнь 2004).

## Фильмография

### Фильмы
| Год  |   | Русское название         | Оригинальное название                     | Роль                     |
| ---- | - | ------------------------ | ----------------------------------------- | ------------------------ |
| 2003 | ф | Управление гневом        | Anger Management                          | стюардесса               |
| 2005 | ф | Сорокалетний девственник | The 40-Year-Old Virgin                    | консультант клиники      |
| 2011 | ф | Девичник в Вегасе        | Bridesmaids                               | партнёр Хелен по теннису |
| 2012 | ф | Ищу друга на конец света | Seeking a Friend for the End of the World | Линда                    |

### Телевидение
| Год       | Название                                | Оригинальное название              | Роль             | Примечания                                                                            |
| --------- | --------------------------------------- | ---------------------------------- | ---------------- | ------------------------------------------------------------------------------------- |
| 1995—1996 | Субботним вечером в прямом эфире        | Saturday Night Live                | разные персонажи | основной состав (сезон 21)                                                            |
| 1998      | Поздняя линия                           | LateLine                           | Джилл            | эпизод: «Pearce's New Buddy»                                                          |
| 1999      | —                                       | Random Play                        | разные персонажи | 3 эпизода                                                                             |
| 1999—2002 | —                                       | The Daily Show                     | корреспондент    | 90 эпизодов                                                                           |
| 2005—2013 | Офис                                    | The Office                         | Кэрол Стиллс     | второстепенная роль                                                                   |
| 2007      | Шоу Ти-Бона и голого водителя грузовика | The Naked Trucker and T-Bones Show | Марсия           | эпизод: «T-Bones TV»                                                                  |
| 2008—2018 | Субботним вечером в прямом эфире        | Saturday Night Live                | разные персонажи | гость (сезоны 33, 44)                                                                 |
| 2009      | Семейка Гудов                           | The Goode Family                   | Хелен Гуд        | озвучка, главная роль; 13 эпизодов                                                    |
| 2012      | Джорджия                                | Georgia                            | Давиния          | эпизод: «Hello, I'm Davinia»                                                          |
| 2016      | Энджи Трайбека                          | Angie Tribeca                      | Кэти Перри       | второстепенная роль (сезоны 1—2), 2 эпизода, также соавтор, исп. продюсер и сценарист |